# Al di là delle nuvole
Al di là delle nuvole (Beyond the Clouds) è un film del 1995 diretto da Michelangelo Antonioni, con la collaborazione di Wim Wenders, interpretato da John Malkovich, Fanny Ardant, Kim Rossi Stuart, Jean Reno, Sophie Marceau, Irène Jacob, Marcello Mastroianni, Peter Weller e Inés Sastre.
La trama si ispira a un libro dello stesso Antonioni, Quel bowling sul Tevere, e la sceneggiatura è firmata dai due registi con Tonino Guerra, già assiduo collaboratore di Antonioni. Alla stesura dello script hanno collaborato però anche Francesco Marcucci (non accreditato) per i dialoghi e Soheil Godsy per l'adattamento alla lingua francese.
L'episodio ambientato a Portofino rievocherebbe in parte il primo incontro fra Michelangelo Antonioni ed Enrica Fico, moglie del regista, che si erano conosciuti nel 1972. Proprio nell'episodio girato a Portofino Enrica Fico interpreta la parte della padrona della boutique dove lavora Sophie Marceau.
La macchina fotografica usata nel film da John Malkovich per i suoi sopralluoghi è una Contax G1 (analogica) a telemetro.
Nella versione originale non doppiata si parlano tre lingue: italiano, inglese e francese.
Le società di produzione, in seguito all'ictus che aveva colpito il grande regista ferrarese nel 1985, e preoccupate per il suo stato di salute, pretesero che sul set ci fosse un regista pronto a intervenire in caso di necessità. Fu scelto, quindi, su indicazioni dello stesso Antonioni, Wim Wenders, a cui poi fu affidato il compito di girare il prologo, due brevi intervalli, e l'epilogo.

## Trama
Il film è diviso in quattro storie.
Nelle nebbie di Ferrara (città natale di Antonioni) un ragazzo e una ragazza s'incontrano, si piacciono, vanno a letto ma non fanno l'amore né lo faranno, per lui la rinuncia a vivere la passione è un piacere che prolunga il desiderio senza appagarlo.
Sotto la pioggia a Portofino, una ragazza racconta al regista di avere ucciso il proprio padre con molte coltellate; il fantasma del crimine quasi moltiplica l'impeto nel breve incontro, nella stretta carnale nuda, vorace, affannata.
In una Parigi rannuvolata il gioco delle parti amorose tra Patricia, suo marito e Carlo, si fa astioso, erotico, nudo, e consente di venire di colpo affascinati da una giovane donna in un bistrot che parla dell'anima.
Nell'oscurità della sera piovosa a Aix-en-Provence, Niccolò s'innamora repentinamente di una ragazza che è già innamorata di Dio, prenderà i voti ed entrerà in convento l'indomani.

## Riconoscimenti
- 1996 - David di Donatello
  - Migliore fotografia a Alfio Contini
- 1996 - Nastro d'argento
  - Migliore colonna sonora a Lucio Dalla
  - Nomination Regista del miglior film a Michelangelo Antonioni
  - Nomination Migliore fotografia a Alfio Contini
- 1995 - Mostra internazionale d'arte cinematografica
  - Premio FIPRESCI a Michelangelo Antonioni e Wim Wenders
- 1995 - Valladolid International Film Festival
  - Nomination Espiga de oro al miglior film a Michelangelo Antonioni e Wim Wenders